# Kalev (Unternehmen)
Die Aktiengesellschaft AS Kalev ist der größte estnische Süßwaren-Hersteller.

## Vorläufer
Der Vorgänger der Firma wurde im August 1806 gegründet, als der schweizerische Konditor Lorenz Caviezel in der Altstadt von Tallinn eine Süßwarenherstellung mit Ladengeschäft gründete. 1864 wurde der Deutschbalte Georg Johann Stude aus Narwa Eigentümer der Firma. Er investierte stark in die Firma und kaufte 1874 das danebenliegende Haus dazu. Studes berühmtes Café Maiasmokk (deutsch etwa Süßer Zahn oder Schleckermaul) existiert bis heute. Besonders seine Marzipan-Figuren und andere handgefertigte Schokoladen-Produkte wurde bald über die Grenzen Estlands hinaus bekannt. Anfang des 20. Jahrhunderts zählte der russische Zar zur Stammkundschaft.
Kurz nach Erlangung der estnischen Unabhängigkeit gründeten 1921 die Brüder Karl und Kolla Wellner ebenfalls in der Tallinner Altstadt die Süßwarenfirma Kawe. Sie stieg bald zum größten Schokoladenunternehmen Estlands auf. Daneben exportierte Kawe einen großen Teil seiner Produktion nach Großbritannien und Frankreich, aber auch in die USA, nach Nordafrika, Indien und China.
Daneben existierten in der Zwischenkriegszeit drei andere große estnische Süßwarenunternehmen (Ginovker, gegründet 1906, Brandmann, gegründet 1901, und Klausson, gegründet 1920) sowie zahlreiche kleinere wie Riola, Endla, Eelis oder Efekt.

## Kalev während der sowjetischen Besetzung
Mit der sowjetischen Besetzung Estlands wurden 1940 alle Unternehmen verstaatlicht. Am 1. April 1948 wurde aus der Firma Kawe und anderen bestehenden Schokoladen-Fabriken der Estnischen Sozialistischen Sowjetrepublik die Firma Kalev gegründet. Der frühere Name Kawe wurde aus ideologischen Gründen abgelehnt, da er an die ursprünglichen Gründer erinnerte. Man wählte als Namenspatron Kalev, den mythologischen estnischen König vor der Christianisierung Estlands.
Kalev galt als sozialistischer Musterbetrieb mit hohem Qualitätsanspruch. 1957 wurde zusätzlich Uus Kalev ("Neu Kalev") in Tallinn als moderne Schokoladenfabrik gegründet. 1962 wurden Kalev und Uus Kalev vereinigt. Als Betrieb versorgte er Estland und die ganze Sowjetunion mit Süßwaren und war auch im Ausland bekannt und beliebt.

## Kalev heute
Nach Wiedererlangung der estnischen Unabhängigkeit wurde Kalev seit 1991 marktwirtschaftlich geführt und 1995 privatisiert. Zwischenzeitlich war Kalev börsennotiert.
2003 verlagerte Kalev die Schokoladenfabrik vom Stadtrand Tallinns in einen neuen, hochmodernen Komplex in der Gemeinde Rae (Kreis Harju).
Heute ist AS Kalev das größte Süßwarenunternehmen Estlands, zu dem auch zwölf Cafés und Konditoreien gehören. Daneben stellt Kalev unter dem Firmennamen AS Vilma auch Bäckereiprodukte her. Hauptabsatzmärkte sind neben dem Baltikum Skandinavien und Russland. Die Firma beschäftigt derzeit ca. 770 Mitarbeiter.
Von 2004 bis 2010 unterstützte die Firma die estnische Radsportmannschaft Kalev Chocolate Team als Sponsor.